# Pernik (provins)
Pernik er en af de 28 provinser i Bulgarien, beliggende i den vestlige del af landet, på grænsen til Bulgariens naboland Serbien, og i umiddelbar nærhed af landets hovedstad Sofia. Provinsen har et areal på 2.390 kvadratkilometer og et indbyggertal (pr. 2009) på 143.555.Folketællingen 7. september 2021 viste et indbyggertal på 114.162 i provinsen. Klik på referencen i indledningen til artiklen om Bulgarien for resultat af folketælling.
Perniks hovedstad er byen Pernik, der med sine ca. 92.000 indbyggere også er provinsens største by. Af andre store byer kan nævnes Radomir med ca. 17.000 indbyggere.